# General Instrument
General Instrument (GI) — производитель разнообразной электроники, специализировавшийся на полупроводниковых элементах и оборудовании для кабельного телевидения. Компания основана в 1939 году. В 1950-х и 1960-х годах занималась производством диодов и транзисторов. С 1960-х годов GI также стала производителем цифровых микросхем. В 1976 году компанией была создана линейка микропроцессоров PIC. В 1989 году отделение, занимавшееся разработкой процессоров, вместе с остатками Microelectronics Division, выделилось в отдельную компанию Microchip Technology. В 1997 году оставшаяся часть компании разделилась на три отдельных компании — General Semiconductor (силовые полупроводники), CommScope и NextLevel Systems (системы кабельного и спутникового телевидения, позже переименовалась обратно в GI). Новая General Instrument Corporation, образовавшаяся после разделения, была позднее куплена компанией Motorola, и стала заниматься направлением Connected Home Solutions компании Motorola. Генеральным директором компании General Instrument в период с 1990 по 1993 год являлся Дональд Рамсфелд.

## American Totalizator Corporation/AmTote
Отделение General Instrument Corp. Производило платы тотализаторов для конных гонок.
См. Harry L. Straus.

## Jerrold
Оригинальный бренд для системы кабельного телевидения компании Jerrold Electronics (англ.), купленной GI, существовавший с 1948 до начала 1990-х годов. Примерно в 1993 году GI прекратила использование этого бренда.

## GI Microelectronics
Производитель микросхем, пионер технологий MOS и EAROM (Electrically Alterable ROM), использовавший как готовые схемы, так и собственные разработки. Отделился от GI в 1989 году, взяв название Microchip Technology.
В 1980 году каталог продуктов GI включал:
- 16-разрядный микропроцессор: CP1600 и CP1610, использовавшийся в телеигре GIMINI и игровой консоли Mattel Intellivision
- 8-разрядный микроконтроллер: PIC1650, производимый по технологии NMOS. CMOS-версия этой микросхемы стала основой сегодняшних микроконтроллеров PIC.
- ROM
- EAROM
- Микросхемы для телекоммуникаций

Среди других продуктов можно отметить SP0256, микросхему генератора речи, и знаменитую линейку микросхем генерации звука AY-3-8910/11/12.